# Кальцієтермія
Кальцієтермі́я — металотермічний спосіб відновлення металів з їхніх сполук, що полягає в обробці кальцієм. Вихідною сировиною зазвичай слугують оксиди або галогеніди металів:
{\displaystyle \mathrm {Cr_{2}O_{3}+3Ca\ {\xrightarrow {700-800^{o}C}}\ 2Cr+3CaO} }
{\displaystyle \mathrm {V_{2}O_{5}+5Ca\ {\xrightarrow {950^{o}C}}\ 2V+5CaO} }
{\displaystyle \mathrm {2CeF_{3}+3Ca\ {\xrightarrow {900^{o}C}}\ 2Ce+3CaF_{2}} }
{\displaystyle \mathrm {2LaCl_{3}+3Ca\ {\xrightarrow {400^{o}C}}\ 2La+3CaCl_{2}} }
По закінченню реакції з поверхні суміші відділяють кальцієвий шлак (оксид, флуорид чи хлорид), а вакуумною перегонкою відокремлюють надлишкову кількість легколеткого кальцію.
Метод застосовується для отримання, зокрема, лужних і рідкісноземельних металів, а також деяких тугоплавких: натрію, калію, рубідію, цезію, скандію, титану, ванадію, хрому, заліза, цирконію, гафнію, вольфраму, торію, неодиму, плутонію, самарію тощо. У деяких варіаціях металевий кальцій спочатку насичують воднем для отримання гідриду кальцію, що має кращі відновні властивості, — в такий спосіб ведеться відновлення оксидів урану, ніобію і танталу.